# Andy Visser
Andy Visser (Dieren, 22 settembre 2004) è un calciatore olandese, attaccante del Vitesse.

## Carriera
Egbring ha iniziato a giocare a calcio nelle giovanili dell'VV Dieren e del MASV prima di trasferirsi al Vitesse nel 2023. Ha debuttato in prima squadra il 21 dicembre 2023 nell'incontro di KNVB beker vinto 1-0 contro l'Heerenveen.

## Statistiche

### Presenze e reti nei club
Statistiche aggiornate al 4 febbraio 2024.
| Stagione        | Squadra         | Campionato      | Campionato | Campionato | Coppe nazionali | Coppe nazionali | Coppe nazionali | Coppe continentali | Coppe continentali | Coppe continentali | Altre coppe | Altre coppe | Altre coppe | Totale | Totale | Totale |
| Stagione        | Squadra         | Comp            | Pres       | Reti       | Comp            | Pres            | Reti            | Comp               | Pres               | Reti               | Comp        | Pres        | Reti        | Pres   | Reti   |        |
| --------------- | --------------- | --------------- | ---------- | ---------- | --------------- | --------------- | --------------- | ------------------ | ------------------ | ------------------ | ----------- | ----------- | ----------- | ------ | ------ | ------ |
| 2023-2024       | Vitesse         | ED              | 9          | 0          | CO              | 2               | 0               |                    | -                  | -                  |             | -           | -           | 11     | 0      |        |
| Totale carriera | Totale carriera | Totale carriera | 9          | 0          |                 | 2               | 0               |                    | -                  | -                  |             | -           | -           | 11     | 0      |        |